# Ringebu
Ringebu és un municipi situat al comtat d'Innlandet, Noruega. Té 4.462 habitants (2016) i té una superfície de 1.248 km². El centre administratiu del municipi és el poble de Fåvang.
El municipi limita al nord-oest amb Sør-Fron, al sud-oest amb Gausdal, al sud amb Øyer, i a l'est amb Stor-Elvdal, situat aquest últim al comtat de Hedmark.
El centre administratiu del municipi és el poble de Vålebru que es troba a una altitud de 182 metres sobre el nivell del mar, però el 50% de la superfície dins de les fronteres municipals és de més de 900 metres sobre el nivell del mar. Des de Ringebu, dos ports de muntanya proporcionen l'accés per carretera a la vall d'Østerdal; una d'elles està tancada durant l'hivern. I com que aquestes zones muntanyoses ofereixen bones condicions de neu, la zona és una popular destinació turística. L'estació d'esquí de Kvitfjell, a Ringebu, es va ampliar per servir com a lloc de descens per als Jocs Olímpics d'Hivern de 1994.